# هنریتا ماریا
هانریِت ماری یا هنریتا ماریا (به فرانسوی: Henriette Marie) (زادهٔ ۲۵ نوامبر ۱۶۰۹ در پاریس – درگذشتهٔ ۱۰ سپتامبر ۱۶۶۹ در شاتو دو کلمب، در نزدیکی پاریس) شهبانوی فرانسوی‌تبار انگلستان از ۱۶۲۵ تا ۱۶۴۹ به‌واسطهٔ ازدواجش با چارلز یکم، پادشاه آن کشور در ۱۶۲۵ بود. او فردی کاتولیک مذهب بود و علناً دست به انجام آیین‌های کاتولیکی در دربار انگلستان می‌زد که این موضوع منجر به دوری بسیاری از درباریان از او شد. با این حال او در دوران جنگ‌های داخلی انگلستان شجاعانه اقدام به جمع‌آوری کمک و حمایت برای پادشاه و سلطنت‌طلبان در برابر پارلمان‌گراها نمود.

## زندگینامه
هنریتا ماریا در ۱۶۰۹ در پاریس زاده شد. او جوانترین دختر هانری چهارم، پادشاه فرانسه  از همسرش ماری دو مدیچی بود. هنریتا در ۱۶۲۵ به همسری چارلز یکم، پادشاه انگلستان درآمد و شهبانوی آن کشور شد. او دختری بود کوچک و بانشاط،  و در مقابل، چارلز یکم مردی بود جدی و موقر. اما برخورد مغرورانهٔ یکی از خاصگان پادشاه به‌نام ژرژ ویلیه، دوک نخست باکینگهام با هنریتا باعث تیرگی روابط ملکه با چارلز یکم در همان ابتدای ازدواجشان شد. در مشاجرهٔ تندی بین پادشاه و ملکه درگرفت به‌نحوی که چارلز تمامی خدمتکاران هنریتا را بیرون کرد. با این حال چارلز مدتی پس از آنکه دوک باکینگهام در اوت ۱۶۲۸ ترور شد شیفتهٔ همسرش گردید و روابط آن دو رو به بهبود نهاد.
هنریتا نسبت به شوهرش کاملاً وفادار بود اما نمایش اعتقادات کاتولیکی‌اش باعث شد تا مردم انگلستان نسبت به او بدگمان شوند.
همچنین از آنجا که احتمال وقوع جنگی داخلی می‌رفت، او اقدام به گفتگو با پاپ و دولت‌های فرانسه و هلند در حمایت از چارلز یکم نمود که این موضوع خشم بسیاری از انگلیسی‌ها را برانگیخت. در عین حال او مذاکراتی را نیز با افسران ارتش انگلستان انجام داد و علیه پارلمان‌گراها دست به کودتایی نظامی زد که نافرجام ماند. انجام چنین اقداماتی سبب شد تا به بدگمانی‌ها نسبت به او و چارلز یکم دامن زده شود.
هنریتا ماریا روزهای آرامی را در دههٔ ۱۶۳۰ پشت سر گذاشت و چارلز یکم با امضای منشور ۱۶۳۲، مستعمرهٔ جدیدی را به افتخار او مریلند نامگذاری کرد.
با آغاز جنگ‌های داخلی انگلستان در ۱۶۴۲ و از آنجا که بیم دستگیری او می‌رفت، هنریتا ماریا به هلند گریخت. او در آنجا با فروش جواهرات تاج سلطنتی‌اش اقدام به جمع‌آوری پول و نیرو برای کمک به همسرش نمود و یک سال بعد، در ژوئیهٔ ۱۶۴۳ به انگلستان بازگشت و در آکسفورد به چارلز ملحق گردید. هنریتا یک بار دیگر در ۱۶۴۴ مجبور به فرار شد و از آنجا که روزهای پایانی بارداری‌اش را می‌گذراند، در اکستر دختری به‌دنیا آورد که هنریتا آن نام گرفت. دو هفته پس از آن هنریتا موفق شد به فرانسه بگریزد. او در همانجا باقی‌ماند و طی تلاشی مداوم سعی نمود تا ادامهٔ کمک‌های خارجی به شوهرش را تضمین نماید. اما چارلز یکم در ۱۶۴۷ توسط پارلمان‌گراها دستگیر و به مدت ۲ سال زندانی شد تا سرانجام او را در ۱۶۴۹ به جرم خیانت به کشور گردن زدند.
هنریتا ماریا در دوران حکومت کرامول در فرانسه ماند و تنها پس از استقرار دوبارهٔ نظام پادشاهی در انگلستان بود که او در فاصلهٔ سال‌های ۱۶۶۰ تا ۱۶۶۱ و ۱۶۶۲تا ۱۶۶۵ به آنجا بازگشت. با این حال او در ۱۶۶۵ انگلستان را برای همیشه ترک گفت و باقی عمرش را در فرانسه گذراند.
هنریتا ماریا سرانجام در ۱۶۶۹ در شاتو دو کلمب در نزدیکی پاریس در فرانسه درگذشت.

## نگارخانه

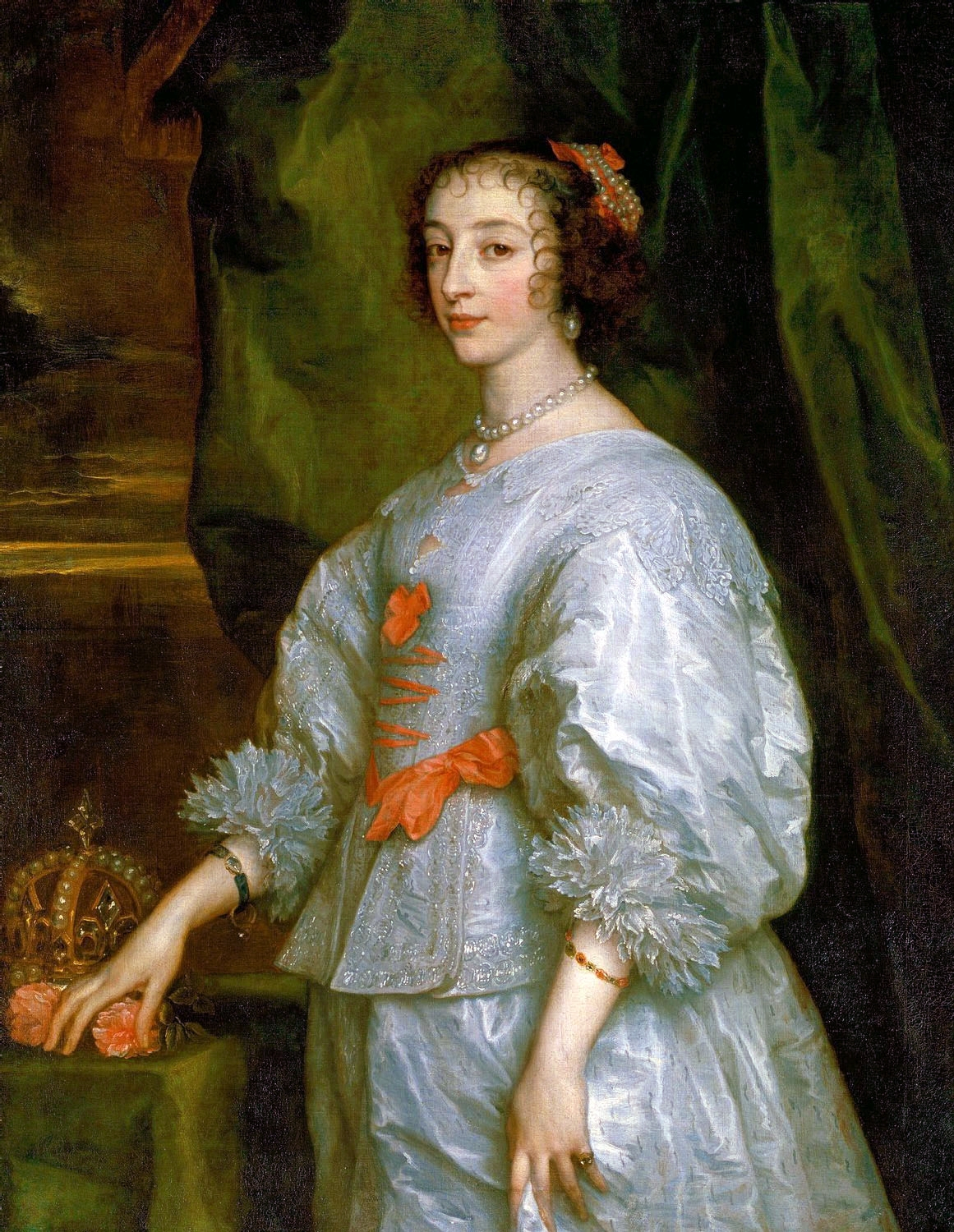
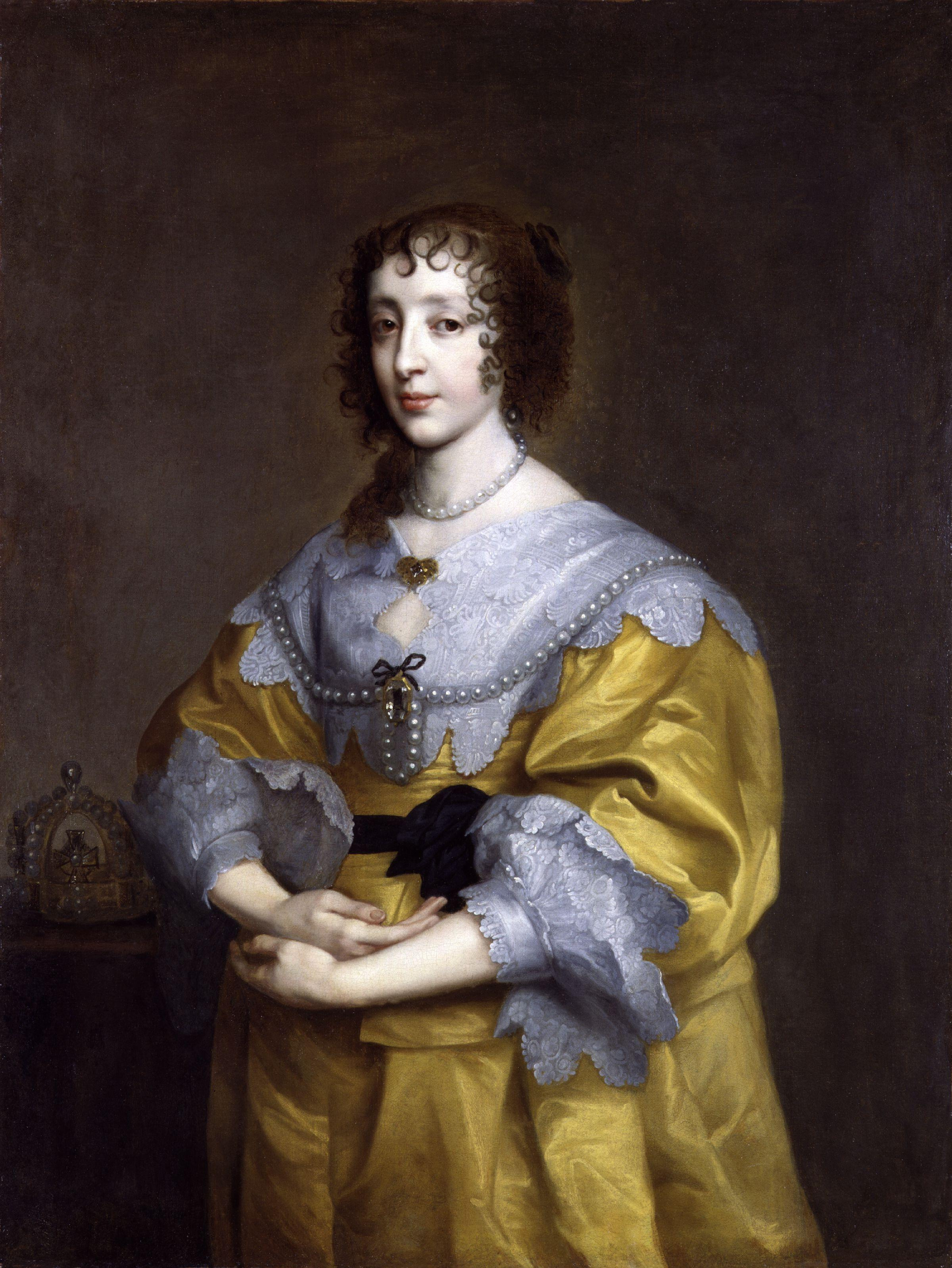
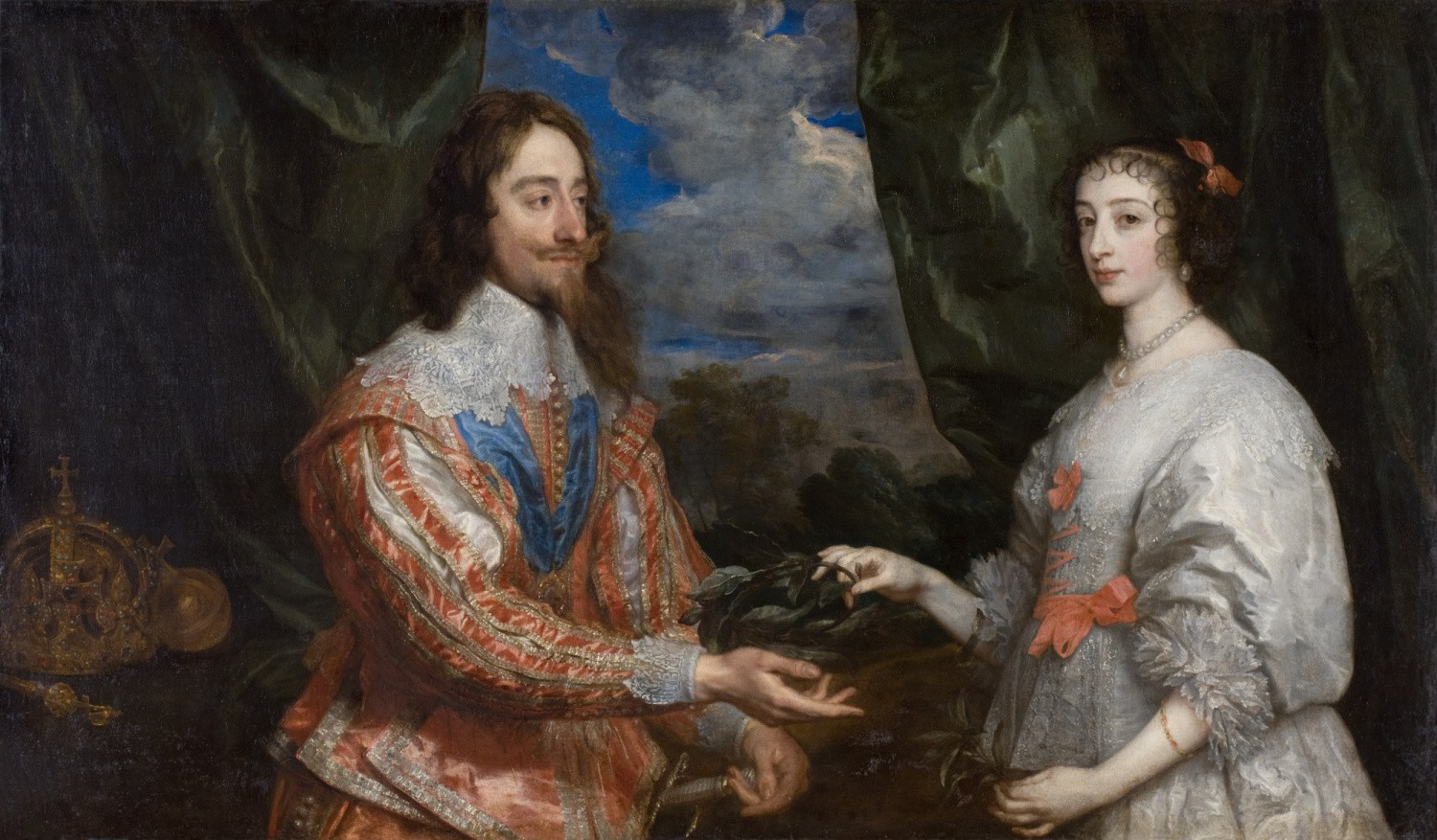
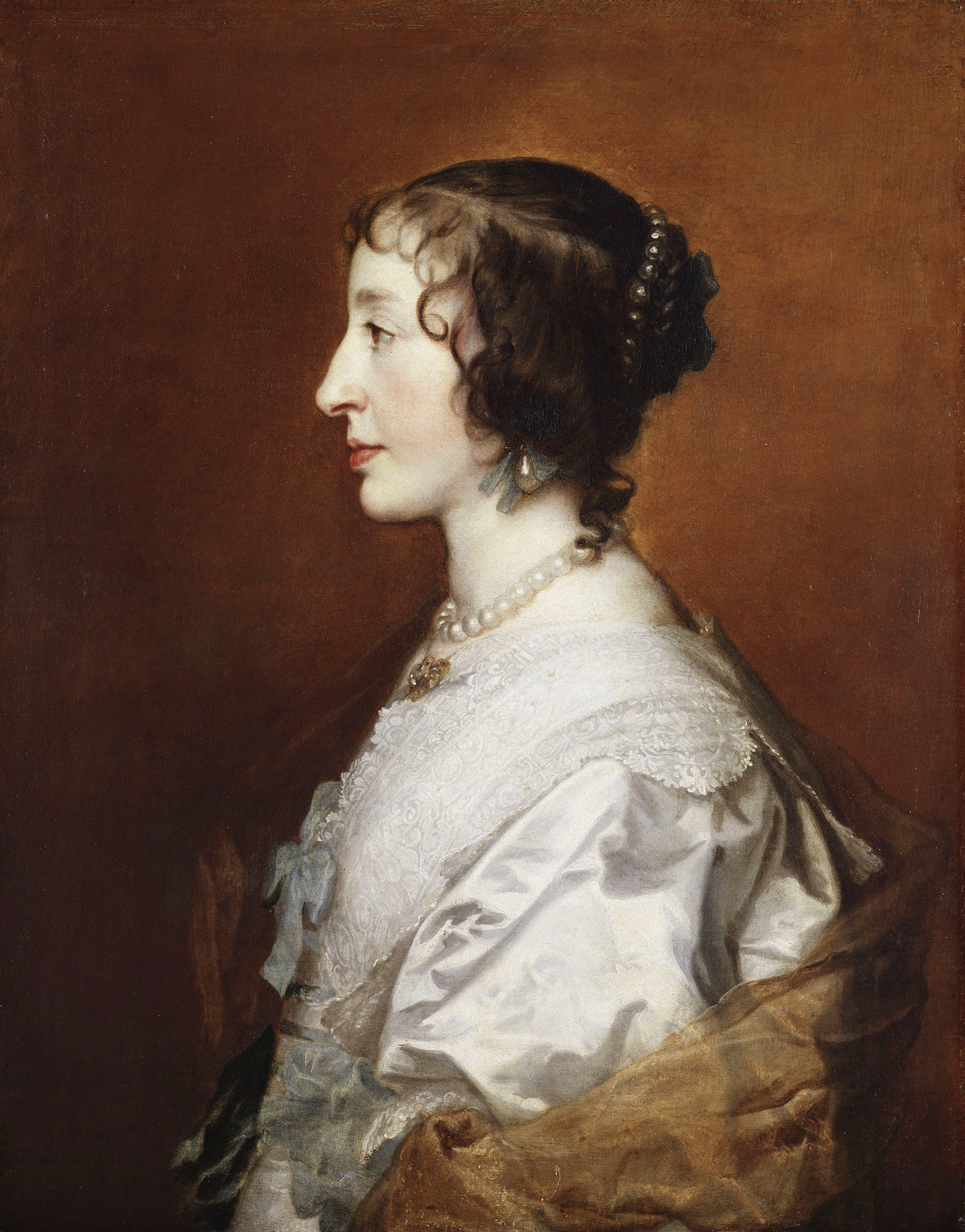